# مسجد گندوز قلعه
مسجد گندوز قلعه (انگلیسی: Gunduzgala Mosque) یک مسجد قدیمی و بنای تاریخی معماری است که در روستای گندوز قلعه در شهرستان قوسار کشور جمهوری آذربایجان واقع شده است.

این مسجد که ساخت آن در سال ۱۹۱۶ میلادی تکمیل شد، با ابلاغیه شماره ۱۳۲ کابینه وزیران جمهوری آذربایجان در تاریخ ۲ اوت ۲۰۰۱ در فهرست آثار تاریخی و فرهنگی با اهمیت بومی قرار گرفت.

## نگارخانه

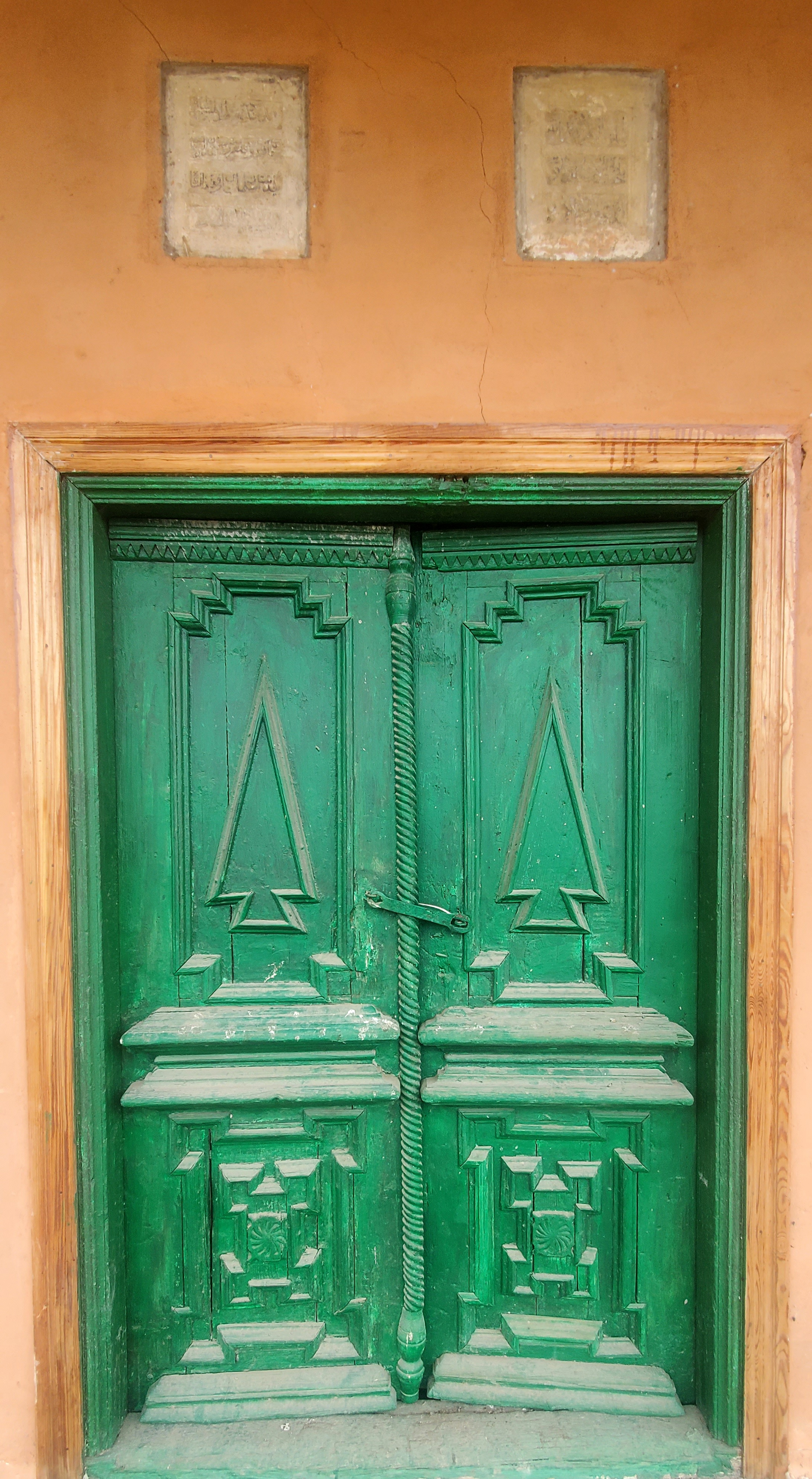
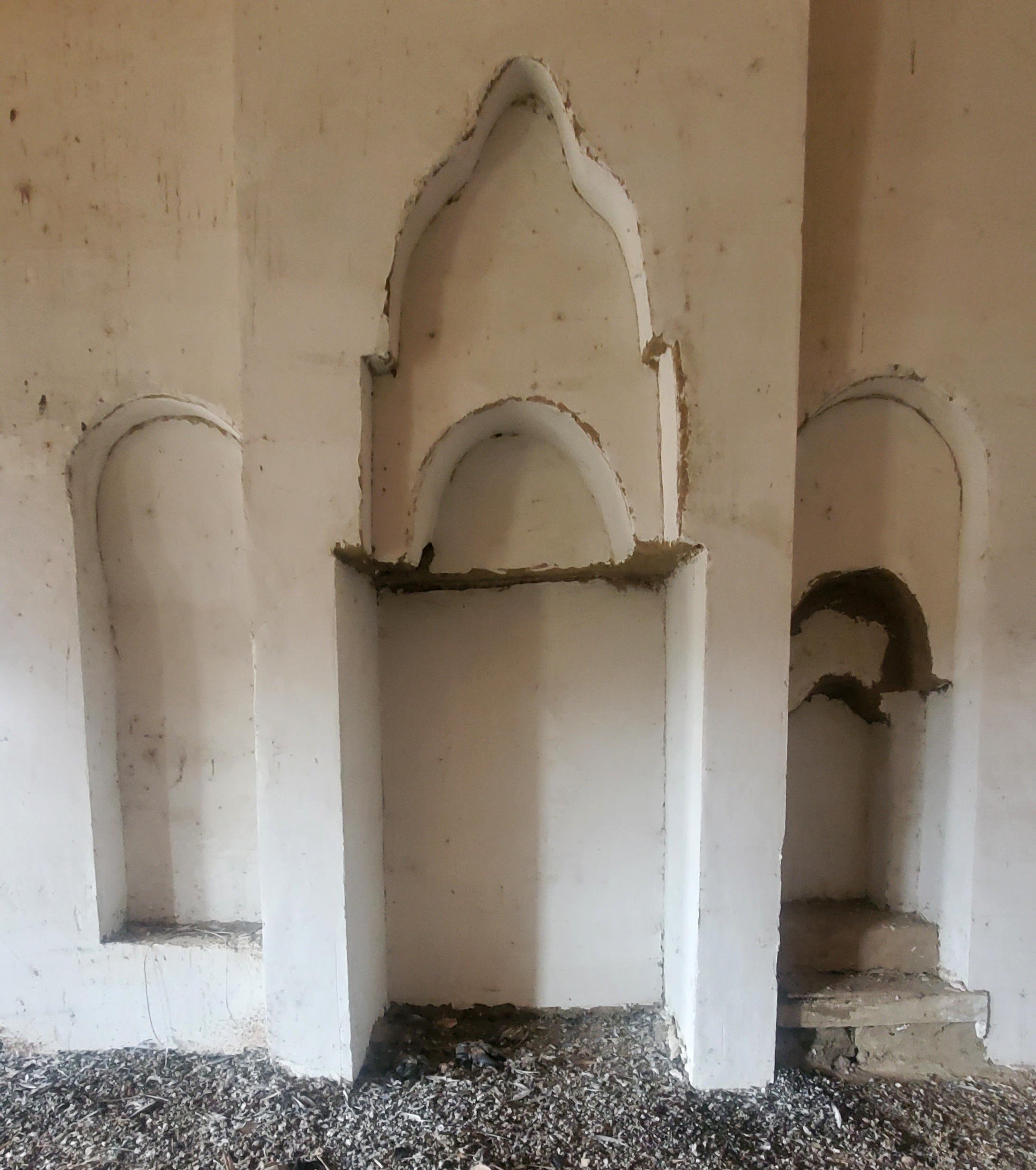
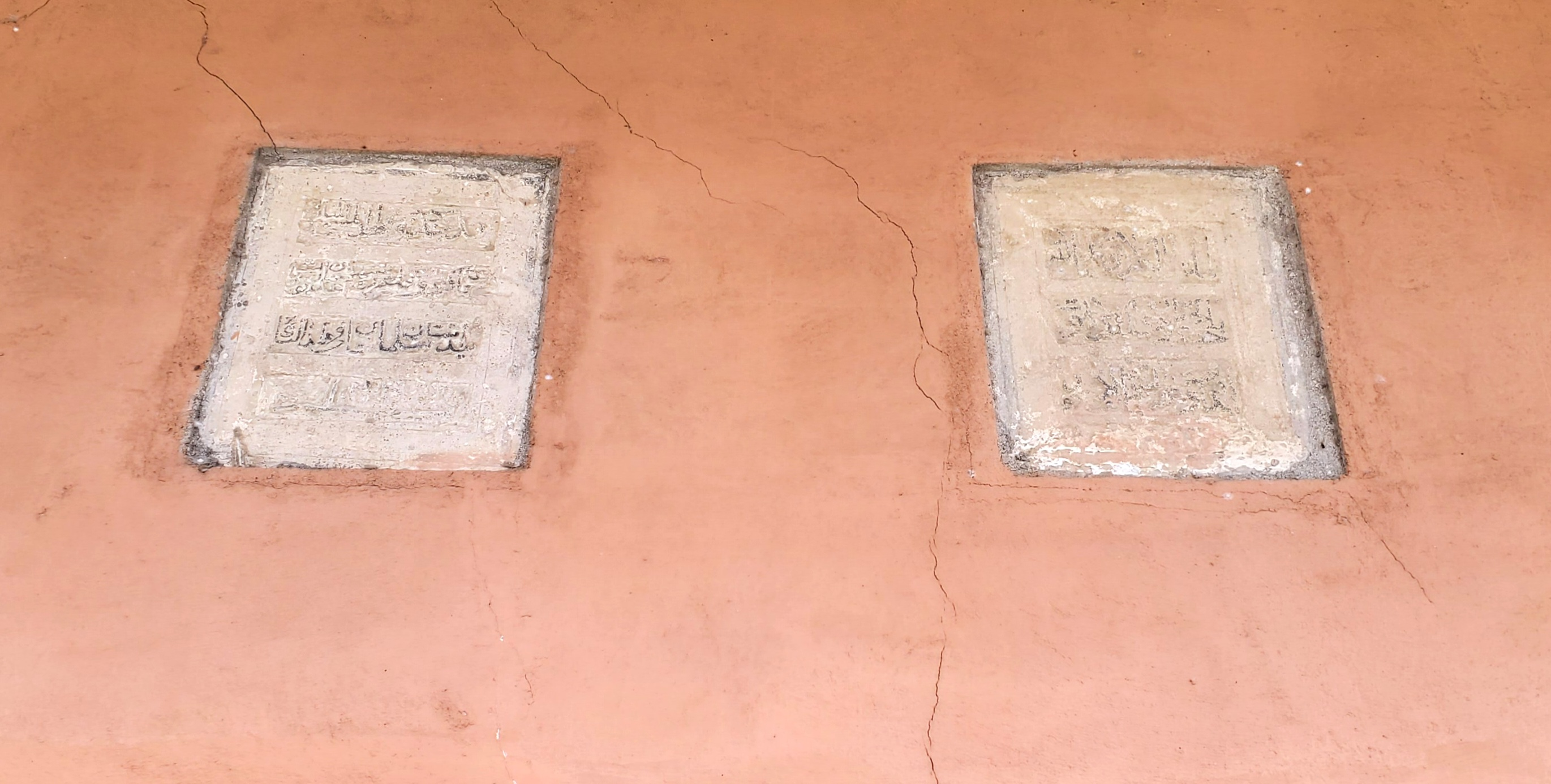
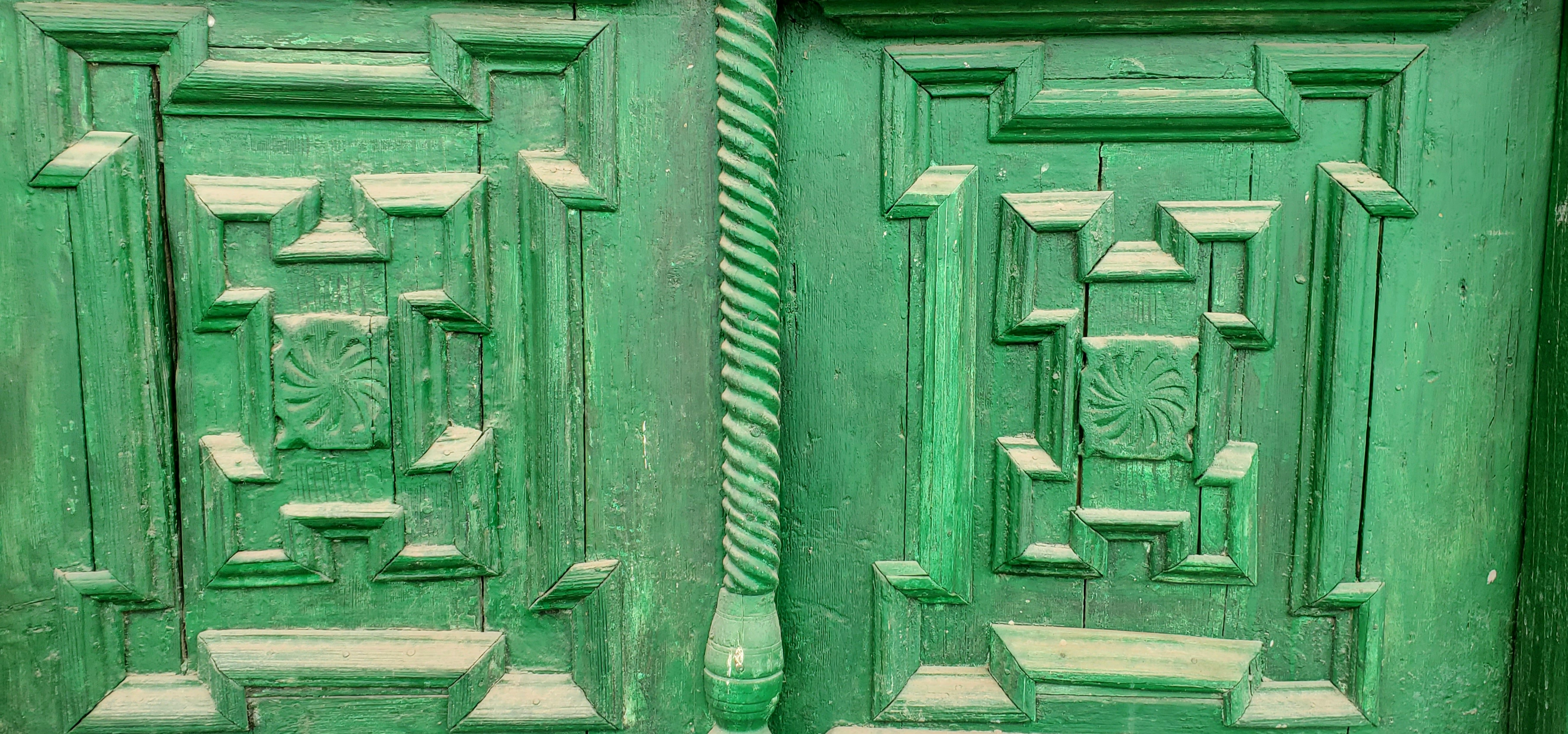